# Comté d'Osceola (Floride)
Pour les articles homonymes, voir Comté d'Osceola et Osceola (homonymie).
Le comté d'Osceola (Osceola County) est un comté situé dans l'État de Floride, aux États-Unis. Sa population était estimée en 2020 à 388 656 habitants. Son siège est Kissimmee. Le comté a été fondé en 1887 et doit son nom à Osceola, un chef indien séminole.

## Comtés adjacents
- Comté d'Orange (nord)
- Comté de Brevard (nord-est)
- Comté d'Indian River (est)
- Comté d'Okeechobee (sud-est)
- Comté de Highlands (sud)
- Comté de Polk (ouest)
- Comté de Lake (nord-ouest)

## Principales villes
- Kissimmee
- Saint Cloud

## Démographie
| Groupe                           | Comté d'Osceola | Floride | États-Unis |
| -------------------------------- | --------------- | ------- | ---------- |
| Blancs                           | 71,0            | 75,0    | 72,4       |
| Afro-Américains                  | 11,3            | 16,0    | 12,6       |
| Autres                           | 10,4            | 3,7     | 6,4        |
| Métis                            | 4,1             | 2,5     | 2,9        |
| Asiatiques                       | 2,8             | 2,4     | 4,8        |
| Amérindiens                      | 0,5             | 0,4     | 0,9        |
| Total                            | 100             | 100     | 100        |
|                                  |                 |         |            |
| Hispaniques et Latino-Américains | 45,5            | 22,5    | 16,7       |

| 1890  | 1900  | 1910  | 1920  | 1930   | 1940   |
| ----- | ----- | ----- | ----- | ------ | ------ |
| 3 133 | 3 444 | 5 507 | 7 195 | 10 699 | 10 119 |

| 1950   | 1960   | 1970   | 1980   | 1990    | 2000    |
| ------ | ------ | ------ | ------ | ------- | ------- |
| 11 406 | 19 029 | 25 267 | 49 287 | 107 728 | 172 493 |

| 2010    | - | - | - | - | - |
| ------- | - | - | - | - | - |
| 268 685 | - | - | - | - | - |